# Frank Yerby
Œuvres principales
The Foxes of Harrow (1946)
The Golden Hawk (1948)
The Dahomean (1971)
Frank Yerby, né à Augusta (en Géorgie) le 5 septembre 1916 et mort à Madrid, Espagne, le 29 novembre 1991, est un romancier américain.

## Biographie
Frank Yerby est né d'un père afro-américain et d'une mère blanche. Il sort diplômé en anglais de l'université Fisk en 1938. Il a d'abord écrit des romans situés dans le Sud des États-Unis d'avant la guerre de Sécession, connaissant le succès dès son premier roman, puis a écrit des romans historiques ayant pour cadre l'Antiquité ou le Moyen-Âge européen.
Il a quitté les États-Unis en 1955, en signe de protestation contre la discrimination raciale, et s'est installé en Espagne, où il est resté jusqu'à la fin de sa vie. Il est mort d'une crise cardiaque à Madrid et a été enterré au cimetière de La Almudena.
Trois de ses romans, The Foxes of Harrow (1946), The Golden Hawk (1948) et The Saracen Blade (1952), ont fait l'objet d'adaptations au cinéma (La Fière Créole, 1947 ; Le Faucon d'or, 1952 ; et L'Épée des Sarrasins, 1954). Son roman The Dahomean (1971) est considéré comme son chef-d'œuvre.
Il a été le premier afro-américain à écrire des romans à succès et à avoir un roman adapté à Hollywood. Au cours de sa carrière, il a écrit trente-trois romans, qui se sont vendus à plus de cinquante-cinq millions d'exemplaires dans le monde.

## Romans
- The Foxes of Harrow (1946)
- The Vixens (1947)
- The Golden Hawk (1948)
- Pride's Castle (1949)
- Floodtide (1950)
- A Woman Called Fancy (1951)
- The Saracen Blade (1952) / Pietro, chevalier d'amour (Denoël, 1954)
- The Devil's Laughter (1953)
- Bride of Liberty (1954)
- Benton's Row (1954)
- The Treasure of Pleasant Valley (1955)
- Captain Rebel (1956)
- Fairoaks (1957)
- The Serpent and the Staff (1958)
- Jarrett's Jade (1959)
- Gillian (1960)
- The Garfield Honor (1961)
- Griffin's Way (1962)
- The Old Gods Laugh (1964)
- An Odor of Sanctity (1965)
- Goat Song (1967)
- Judas, My Brother (1968)
- Speak Now (1969)
- The Dahomean (1971)
- The Girl From Storeyville (1972)
- The Voyage Unplanned (1974)
- Tobias and the Angel (1975)
- A Rose for Ana Maria (1976)
- Hail the Conquering Hero (1977)
- A Darkness at Ingraham's Crest (1979)
- Western: A Saga of the Great Plains (1982)
- Devilseed (1984)
- McKenzie's Hundred (1985)